# Lucky Blondo
 (janvier 2018).
Si vous disposez d'ouvrages ou d'articles de référence ou si vous connaissez des sites web de qualité traitant du thème abordé ici, merci de compléter l'article en donnant les références utiles à sa vérifiabilité et en les liant à la section « Notes et références ».
Lucky Blondo, de son vrai nom Gérard Blondiot, né le 23 juillet 1944 à Paris, est un chanteur et parolier français, populaire dans la première partie des années 1960. Bien que brève, sa carrière est marquée par des succès comme Sheila ou encore Le Jeu du Téléphone.   

## Carrière
Avant de commencer sa carrière, Gérard Blondiot s’essaie à différents métiers. Jeune travailleur, il fréquente régulièrement les boites parisiennes de Saint-Germain-des-Prés, où le rock n’en est encore qu’à ses balbutiements. Il y rencontre notamment Eddy Mitchell et les Chaussettes noires, ainsi que le groupe les Pirates.  

### Première partie (1962 - 1969)
Lucky Blondo lance sa carrière à 18 ans, en fondant son groupe baptisé Baby Gérard et les Schmolldus. Davantage anecdotique, cette première formation sera rapidement renommée Lucky Blondo & les Lucky Stars, préférée pour sa consonance « américaine ». En changeant le nom de son Groupe, Gérard adopte également une nouvelle identité de scène. Le nom de scène « Lucky Blondo » n’a pas été choisi au hasard. Le terme « Lucky » évoque la chance et le succès, tandis que « Blondo » est une simplification de son patronyme.
Dès 1962, le groupe enregistre son premier 45 tours dans les studios de Fontana. Ce disque, nommé Betty et Jenny, ne connaitra pas un franc succès. Un second 45 tours est amené à sortir en 1962, nommé Multiplication. Celui-ci sera mieux accueilli que son prédécesseur. La sortie du 45 tours voit également la publication d’un premier album éponyme.
La notoriété de Lucky Blondo va croire avec la sortie de la chanson Sheila, adaptée de Tommy Roe, ou encore Dix petits Indiens, respectivement en 1962 et 1963. Ces différents succès sortent sur un second album en 1963, sobrement nommé Dix Petits Indiens. La chanson Sheila lance la définitivement la carrière de l'artiste, et contribue également au lancement de la carrière d'Annie Chancel, qui utilisera le titre de la chanson comme pseudonyme tout au long de son parcours musical. 
Blondo connaît le succès dans une époque où le rock français s’installe de plus en plus sur la scène parisienne, bien que sa voix douce et « de velours » l’apparente davantage aux chanteurs de charme. Un style de Cronner qu’il affirmera davantage en 1964, avec des chansons comme Sur ton visage une larme, une adaptation française du titre Una lacrima sul viso, du chanteur italien Bobby Solo. Ce nouveau style marque un tournant dans sa carrière et contribue à diversifier son public rock, au profit d'un public tourné vers la variété.
En 1965, Blondo adapte la chanson Red Roses For a Blue Lady des compositeurs Sid Tepper et Roy Bennett. Popularisé en 1965 par Vic Dana, le titre en français sortira sous le nom Des roses rouges pour un ange blond.
En 1966, Blondo adapte en français la bande originale du film The Cincinnati Kid. Un disque qui amorce le début de la fin de la carrière du chanteur. En 1967, le chanteur de charme connait un dernier succès avec Le Jeu du Téléphone, chanson également adaptée du succès d’Andy Williams, Music to Watch Girls By. La mélodie de la chanson est d’ailleurs utilisée comme habillage sonore des publicités pour Euromillions en Belgique. La chanson sortira sur l’album Dernière Valse, un album marquant la fin de la première partie de la carrière du chanteur.
Il se reconvertit ensuite dans la publicité. Il est notamment connu pour avoir écrit la musique du slogan de Castorama France : « Chez Casto, y'a tout ce qu'il faut ».

### Retour musical (1977 - 1978)
Blondo est l'un des rares chanteurs français à avoir enregistré, en 1977, un 33 tours à Nashville avec The Jordanaires, le groupe vocal attitré d'Elvis Presley, et quelques-uns de ses anciens musiciens. En 1977 sort ainsi un album dédié à Elvis Presley, nommé To Elvis From Nashville.
En 1978, toujours à Nashville, il enregistre un album de reprises intitulé Ce vieux cow boy, comprenant notamment Une santé d'acier et On ne l'oubliera jamais.

## Vie privée
Il est attaché à Concarneau (Finistère), où il a vécu au milieu des années 1970 ainsi qu'à la presqu'île de Crozon à la pointe de Bretagne d'où sa mère est originaire. 

## Discographie

### Singles 45 tours
- Sheila / Avec toi (With You), Fontana, 1962
- Au cœur du silence / Dix Petits Indiens (Ten Little Indians), Fontana, 1963
- Filles (Things) / Vous souvenez Vous ? (I Remember You), Fontana, 1963
- L'Autre Nuit / Trop sage pour aimer, Fontana, 1963
- Un garçon, une fille / Tout le monde un jour, Fontana, 1964
- Tu me regretteras / On a toujours ses yeux d'enfant, Fontana, 1964
- Marie aux yeux candides / Chagrin d'amour, Fontana, 1964
- Une fille me sourit (I Love You Baby) / Sur ton visage une larme (una lacrima sul viso), Fontana, 1964
- Des roses rouges pour un ange blond (red roses for a blue lady) / C'est toi que je préfère (Come A Little Bit Closer), Fontana, 1964
- Oh! My Darling / Roseline, Fontana, 1964
- Clopin Clopant / Bien Sage, Fontana, 1965
- J'ai un secret à te dire / Comment l'oublier ?, Fontana, 1965
- Des Roses pour Marjorie / Tu l'oublieras cette fille (Don't Let The Sun Catch You Crying), Fontana, 1965
- Jusqu’en septembre / C’est une fille en or, Fontana, 1966
- Bye bye bye, moi je reste (Mai, mai, mai Valentina) / Où est-elle aujourd’hui ? (Puppet on a string), Fontana, 1966
- Cincinnati Kid / Une fille tranquille, Fontana, 1966
- C'est bête a pleurer (That's When Your Heartaches Begin) / Je veux oublier (I'm Forgetting Now), Fontana, 1967
- Le Jeu du téléphone / Dans les bras de l'amour, Fontana, 1967
- C'est ma chanson / Sous le soleil exactement, Fontana 1967
- Chacun son bonheur / Goodbye Colette, Fontana, 1968
- Chacun son bonheur / Ne dis jamais que c'est fini, Fontana, 1968
- Mon cœur est un violon / Pense à moi, Fontana, 1969
- Ma route / Sous les arcades, Fontana, 1969
- Je rentre chez moi pour Noël / Noël blanc, Canusa, 1969
- Faire woopie / Attends-moi, Revolution, 1969
- Le retour de Lucky Blondo: Bogey / Ça saute aux yeux, Barclay, 1974
- Les Années 60 (C'était nos années folles à nous) / La Musique en tête et le verre à la main, Pathé Marconi, 1976
- Va savoir pourquoi (Gentle on my Mind) / Tout va bien m’man (That’s all right Mama), Philips, 1977
- Les Pompes bleues (Blue Suede Shoes) / Va savoir pourquoi (Gentle On My Mind), Philips, 1977
- Ce Vieux Cowboy (This Ol' Cowboy) / Attention les yeux, je suis nerveux (Nervous Breakdown), Philips, 1978
- J’ai trop bu, Caroline (Caroline) / Les Petites Dentelles (Chantilly Lace), Philips, 1978
- Golden oldies: Sur ton visage une larme / Des roses rouges pour un ange blond, Philips, 1978
- Je roule à côté de mes pneus / Georgia (Georgia On My Mind), Philips, 1979
- Les Petits Mecs / Rendez-vous à Noël, Philips, 1979
- Le Rocker au cœur malheureux / Raté (Guilty), Philips, 1980

## Participations
- Duo Aldo Frank et Lucky Blondo - Dis Lucky / 3 titres chantés par Aldo Frank, Extended Play, Philips, 1965
- Extraits de la bande sonore de la série télévisée d'Antenne 2 Pour tout l'or du Transvaal: Lucky Blondo : Homme tranquille / instrumental composé par Pierre Bachelet, SP Philips, 1979
- Strategy – La Publicité: Lucky Blondo : Castorama, SP Production Paul Lederman, 1984
- Francis Lai – Francis Lai Story: Lucky Blondo : Pense à moi, CD Editions 23, 2003'
- François Jouffa – Pop Culture : interviews & reportages 1964-1970: Lucky Blondo : interview du 24/09/64, CD Frémeaux & Associés, 2003

## Compositions
- Barbara Suissa : Les majorettes, auteur des paroles sur une musique d'Aldo Frank, Philips, 1969
- Barbara Suissa : Richard, Léonard et Ringo, auteur des paroles françaises, Philips, 1969
- Barbara Suissa : Minuit, auteur des paroles françaises, Philips, 1970
- Barbara Suissa : Donne Un Peu De Ton Cœur (Put A Little Love In Your Heart), auteur des paroles françaises, Apollo, 1970

## Filmographie

### Cinéma
- 1977 : Le Juge Fayard dit « le Shériff » de Yves Boisset, Cécel
- 1980 : La Bande du Rex de Jean-Henri Meunier, Lucien
- 1987 : Vent de panique de Bernard Stora, Amarach

### Télévision
- 1987 : Série noire, épisode Mort aux ténors de Serge Moati, Barnais
- 1987 : La Croisade des enfants de Serge Moati, Le père Rougeaud